# Brasserie de Warsage
 (avril 2021).
Si vous disposez d'ouvrages ou d'articles de référence ou si vous connaissez des sites web de qualité traitant du thème abordé ici, merci de compléter l'article en donnant les références utiles à sa vérifiabilité et en les liant à la section « Notes et références ».
La Brasserie de Warsage est une micro-brasserie belge située dans le village de Warsage faisant partie de la commune de Dalhem au nord de la province de Liège non loin de la commune des Fourons. Elle produit trois bières artisanales appelées Warsage ainsi que des bières à façon.

## Histoire
Après avoir travaillé pendant une vingtaine d'années dans plusieurs types de brasseries belges (industrielles, artisanales, trappistes), Dominique Denis ouvre sa propre brasserie en 2012 à Warsage. La production augmentant régulièrement (100 hl en 2013, 200 hl en 2014), la brasserie déménage dans des locaux plus vastes au début de l'année 2015 tout en restant dans le village de Warsage (rue Muller, 93b, 4608 Warsage).
La brasserie d'une superficie de 600 m² possède une cuve de brassage de 800 litres et une cuve de fermentation de 1000 litres.

## Bières
La brasserie de Warsage produit trois bières artisanales commercialisées en bouteilles de 75 cl avec bouchons de liège.  Élaborées sans filtration ni pasteurisation, ces bières sont refermentées en bouteille.
- Warsage Blonde : cette bière blonde titrant 6,5 % d'alcool est brassée avec un mélange de malt d’orge et de malt de froment[1].
- Warsage Triple : cette bière blonde titrant 8,5 % d'alcool est brassée avec du malt pale et à l'amertume prononcée[1].
- Warsage Brune : cette bière brune titrant 9 % d'alcool est brassée avec un mélange de malt d’orge et de malt caramélisé[1].

La brasserie produit aussi des bières exclusives dites bières à façon ainsi que des bières à étiquette.